# Stefano DiMera
Stefano DiMera is een personage uit de soapserie Days of Our Lives. Hij speelt de rol sinds 1982 en is al een aantal keer verdwenen uit en teruggekeerd naar de serie. Zijn bijnaam is de Phoenix, dit heeft ermee te maken dat Stefano uit de dood kan verrijzen om de bewoners van Salem opnieuw te kwellen.

## Personagebeschrijving
Stefano DiMera is de vader van Renée DuMonde, Megan Hathaway, Benjy Hawk, Lexie Carver (geboren Brooks) en Elvis Aron Banks (die nu bekend is als EJ Wells). Hij is ook de stiefvader van Antony DiMera. Stefano heeft ook Peter en Kristen Blake opgevoed als zijn eigen kinderen. Een neefje van Stefano, André DiMera onderging plastische chirurgie om op Tony te lijken en deed zich jaren voor als Tony.
Stefano was gehuwd met Daphne DiMera, die overleden is en trouwde later nog met Vivian Alamain. Dit huwelijk eindigde met een scheiding. Toen hij in februari 1982 in de serie geïntroduceerd werd was hij een misdaadkoning. Stefano is ervan overtuigd dat hij nooit zal sterven, hij is als een feniks die steeds uit zijn as zal verrijzen. Hij is de zevende zoon van de zevende zoon van de DiMera-dynastie. Hij heeft dit in ieder geval al vaak genoeg bewezen. Stefano is al zo'n tien keer gestorven en kwam elke keer sterker terug.

### Stefano's eerste jaren in Salem
In februari 1982 ging Tony DiMera naar Rome in Italië om zijn machtige vader, Stefano, te bezoeken. Stefano maakte plannen om naar Salem te verhuizen. Hij vroeg aan Tony om dia's mee te brengen van de mensen in Salem. Tony had onlangs een galabal gegeven dat hij opgenomen had. Hierdoor leerde Stefano de mensen uit Salem al kennen voordat hij er geweest was. Twee vrouwen vielen hem op: Marlena Evans en Julie Olson Williams. Marlena zou een goede bruid zijn voor Tony en Julie wilde Stefano voor zichzelf, ondanks het feit dat ze getrouwd was. Er was ook een derde vrouw die hun opviel, Kayla Brady, van wie Stefano dacht dat ze ook waardevol kon zijn in de toekomst, hoewel Tony hem waarschuwde dat haar broer commissaris was van de politie.
In 1983 werd Tony verliefd op Renée, die toen nog niet wist dat ze de dochter was van Stefano. Nadat ze dit ontdekte verliet ze Tony die met een gebroken hart achterbleef. Daphne DiMera biechtte haar geheim op en vertelde hem dat haar vroegere tuinman Enrico zijn echter vader was en dat Stefano Enrico vermoord had toen hij ontdekte dat hij met zijn vrouw had geslapen. Tony vertelde dit aan Rénee, die inmiddels getrouwd was met David Banning en hem niet wilde verlaten. Daphne liet Tony zweren om nooit tegen Stefano te vertellen dat hij niet zijn echte zoon was, maar nadat Stefano wat begon te vermoeden en Daphne onder druk zette vertelde ze het hem zelf waarop hij een beroerte kreeg en stierf. In zijn testament liet hij opnemen dat Tony en Renée een jaar samen in het DiMera-huis moesten wonen vooraleer ze de erfenis kregen. Tony trok samen met zijn nieuwe vlam Anna Fredericks in bij Renée. Nadat Renée een nieuw testament ontdekte waarin stond dat zij de enige erfgename was gaf ze een feest waarop ze iedereen een veeg uit de pan gaf. Diezelfde avond verzoende ze zich met Tony en wilde met hem trouwen, maar het lot besliste anders en Renée werd vermoord. Daphne was hoofdverdachte, maar het bleek dat André DiMera haar vermoord had.
In 1984 ontvoerde Stefano Roman Brady en liet het er op lijken dat hij van een klif gevallen was en iedereen waande hem dood. Niets was echter minder waar. Stefano hield Roman gevangen op zijn jacht.
Na de dood van zijn dochter Megan Hathaway besloot Stefano om de pasgeboren Brady-tweeling Samantha en Eric te kidnappen en hen op te voeden als DiMera’s. Hij wilde ook Marlena ontvoeren zodat zij zijn vrouw kon zijn. Het plan mislukte echter en Marlena schoot Stefano in de maag en viel daarna in een vuurpoel. Nadat het vuur geblust was vonden ze een onherkenbaar lijk en namen aan dat het Stefano was.

### Stefano's terugkeer (1988)
In 1988 verscheen Stefano levend en wel weer in Salem. Deze keer wilde hij zijn zoon terug. Stefano was de vader van een doof jongetje, Benji Hawk, dat bij Steve & Kayla Johnson woonde. Stefano stuurde zijn helper Iago naar Salem om Benji naar hem te brengen, Iago vermoorde Benji’s moeder Ellen Hawk. Roman Brady die intussen weer in Salem was (nu gespeeld door acteur Drake Hogestyn), was in het jaar dat hij door Stefano gevangen gehouden werd geprogrammeerd om een ultieme moordenaar te zijn. Stefano liet nu Roman geloven dat hij de moordenaar van Ellen was en om er nog een schepje bovenop deed hij hem ook geloven dat Marlena, die een jaar eerder gestorven was, nog steeds in leven was.
Op Halloween liet Stefano Carrie, de dochter van Roman, ontvoeren en liet haar overbrengen naar een eiland van de Bahama's, waar hij ook Orion Hawk, de grootvader van Benji, gevangen hield omdat die zijn plannen om Benji te kidnappen gesaboteerd had. Stefano stuurde Roman een anonieme brief en vroeg om Carrie om te ruilen voor Benji. Maar Stefano was helemaal niet van plan om Carrie terug te geven, hij werd vertederd door haar en wilde haar als zijn eigen dochter opvoeden. Uiteindelijk ontvoerde Stefano Benji, die erg veel van zijn vader hield, en slaagde erin om Roman, Diana, Shane, Kim, Steve en Kayla naar het eiland te lokken. Nu hij al zijn vijanden gevangen had trakteerde hij hen allemaal op een diner voor Thanksgiving waarbij hij onthulde waarom hij had ontvoerd: toen Roman voor hem werkte moest hij voor Stefano een machtige vijand vermoorden en moest een gebouw opblazen. Toevallig was Benji ook in dat gebouw en door het lawaai van de ontploffing was hij doof geworden en daarom wilde Stefano wraak. Dan zei Stefano het codewoord Pagoda waardoor Roman opnieuw een moordmachine zou worden en hij bevel hem om iedereen te vermoorden. Diana slaagde er echter in om dit te verhinderen en Roman ging nu achter Stefano aan. Beiden ontmoetten elkaar opnieuw op de klif waar ze vier jaar eerder ook al stonden. Stefano viel bijna van de klif af en nadat hij dreigde dat zijn handlangers Diana zouden neerschieten hielp Roman hem weer overeind.
Stefano slaagde erin om Roman opnieuw in trance te brengen en bevel hem Diana neer te schieten, maar de trance had steeds minder effect en Roman schoot haar niet neer. Dan nam Stefano Diana mee en liet het er op lijken dat ze in een ontploffing omgekomen was. Toen Roman weer in Salem was, bleef Stefano hem lastigvallen. Hij ontmoette Roman buiten de stad en gaf hem de keuze, ofwel kreeg hij Marlena terug, ofwel Diana. Roman, die ervan overtuigd was dat Marlena dood was koos voor Diana. Benji, die zich verscholen had in Roman’s auto was getuige van dit alles en geloofde nu eindelijk wat iedereen altijd beweerde, dat zijn vader een slechte man was. Nadat Benji aan Stefano zei dat hij hem haatte vluchtte Stefano met zijn helikopter en verliet Salem voor enkele jaren.

### Twee Roman’s (1991)
Eind 1991 verscheen Stefano opnieuw in de Mexicaanse Maya temple om bekend te maken dat hij het brein was achter de 5-jarige verdwijning van Marlena en de terugkeer van de echte Roman Brady. De Roman Brady die van de klif viel in 1984 was niet dezelfde Roman die later terugkeerde. John Black keerde terug naar Salem en dacht dat hij Roman was. Twee jaar later kwam Marlena om bij een vliegtuigcrash en Stefano hield Roman en Marlena al deze jaren gevangen op een Caribisch eiland. Stefano had beide Roman’s naar Mexico gelokt samen met Marlena. Stefano wilde de valse Roman (John) informative geven over zijn ware identiteit in ruil voor iets wat Stefano wilde hebben. Bij de overgang begonnen ze echter te vechten en nadat Stefano werd neergeschoten viel hij in een vuurpoel en leek, alweer, dood.

### Stefano keert terug en vermoordt Curtis Reed (1993)
In oktober 1993 keerde Stefano opnieuw terug naar Salem. Maar voor het eerst was hij machteloos. Na een beroerte en een hersentumor belandde hij in een rolstoel. Rond deze tijd werd ook bekend dat Stefano nog twee kinderen had, Peter en Kristen Blake. Alhoewel ze niet zijn biologische kinderen waren had Stefano hen opgevoed. Voor zijn veiligheid huurde Stefano Curtis Reed (ex-man van Kate Roberts en vader van Austin & Billie Reed) in. Curtis nam echter misbruik van de situatie en ontvoerde Stefano naar een eiland. Curtis pestte Stefano met het feit dat hij eens een machtig man was en nu hulpeloos. Uiteindelijk vroeg Curtis losgeld aan Kristen. Curtis vroeg echter veel meer dan Kristen kon geven en was uiteindelijk tevreden met haar dure juwelen. Stefano voelde zich vernederd en probeerde weer beter te worden. Na een gevecht met Curtis schoot hij hem neer en liet zijn dochter Billie voor de moord opdraaien.

### Tony DiMera keert terug/Stefano faket zijn dood (1994)
Tony DiMera keerde na jaren terug naar Salem om met zijn verloofde Kristen te trouwen. Stefano die zogezegd stervende was wilde dat hij Tony en Kristen zag trouwen voor hij stierf. Kristen ging hiermee akkoord, hoewel ze verliefd was op John Black. Uiteindelijk liet Kristen Tony voor het altaar staan om Belle, de dochter van Roman en Marlena te helpen zoeken.
Stefano besefte dat hij John in diskrediet moest brengen zodat Kristen met Tony zou trouwen. Nadat hij het dagboek van Sami Brady gestolen had, ontdekte hij dat John de vader was van Belle en niet Roman. Stefano ging met deze informative naar Roman waarna Sami toegaf dat ze de vaderschapstestresultaten vervalst had. Het plan van Stefano werkte en Kristen verachtte John.
Tony en Kristen stonden op het punt te trouwen, toen John de ceremonie onderbrak met de mededeling dat hij bewijs had dat Stefano Curtis Reed had vermoord. Stefano probeerde in zijn wagen te vluchten, maar John zette de achtervolging in en mikte op de banden. Stefano kreeg een ‘gepland’ accident en opnieuw werd hij dood gewaand. Kristen gaf John de schuld voor de dood van haar vader en trouwde op 18 februari 1994 met Tony. Nadat Tony ontdekte dat Stefano nog leefde hield hij dit geheim omdat hij vreesde dat Kristen hem zou verlaten.

### Maison Blanche (1994)
In februari 1994 verliet Stefano Salem op verzoek van Tony en hij ging naar Maison Blanche, een landhuis in de streek van New Orleans. Stefano stuurde John van daaruit drie puzzelstukjes die een deel van een foto van Maison Blanche vormden. John wist dat Stefano hem aan het kwellen was en wilde meer te weten komen over het huis op de foto. Nadat hij ontdekte dat het Maison Blanche was ging John naar New Orleans. Bij zijn aankomst werd hij gevangengenomen door Stefano en diens handlangster Celeste Perrault. Stefano hield John gevangen in de kelder en probeerde hem te hersenspoelen. Celeste kreeg sympathie voor John en zei dat hij zijn cel goed moest doorzoeken. Na zoeken vond hij achter een steen een inscriptie waarop stond ‘Johnny Black, 1984’. Erachter vond hij een halsketting met een kruis en een gebedje op een stuk papier. Via een stemopname van John lokte Stefano ook Marlena naar New Orleans. Toen ze aankwam werd ze door Celeste verdoofd en bij John opgesloten. Stefano wilde Johns geheugen wissen, maar Marlena probeerde dit te voorkomen door voor Stefano te strippen. Daarna dwong Stefano Marlena om Roman te bellen en te zeggen dat ze op vakantie was met John. Intussen werd Celeste jaloers op Marlena omdat ze wist dat Stefano verliefd was geworden op haar.
Later kwamen Kristen, Tony, Peter, Jennifer, Bo en Billie naar Maison Blanche voor een liefdadigheidsevenement dat Kristen organiseerde. Billie zag daar een vrouw die leek op Bo’s dode vrouw Hope, maar niemand geloofde haar. Hope was inderdaad levend en wel en woonde op Maison Blanche onder de naam Gina. Ook Roman verscheen ten tonele, om Peter Blake te arresteren voor drugstrafiek. De jaloerse Celeste liet gas in de cel van John en Marlena lopen en er brak een brand uit. Roman kon hen allemaal redden. Tony en Kristen waren erg verbaasd dat ze John geketend terugvonden, toen merkte Kristen Stefano op en zag dat hij nog leefde. Tony ging het huis binnen om de computer van Stefano te redden, waar bestanden over Johns verleden op stonden. Maison Blanche brandde af. Tony kon de computer meenemen, maar werd wel blind door de brand. Stefano probeerde samen met Hope te ontsnappen maar John kon dit verhinderen en redde Hope. Bo en Billie waren in shock toen ze Hope zagen, nadat ze vier jaar dood gewaand was. Hope wist echter niet meer wie ze was en beweerde Gina te heten.

### Marlena bezeten door de duivel (1994-1995)
Stefano keerde eind 1994 terug naar Salem. Hij ontdekte dat Mike Horton betrokken was bij het smokkelen van wapens in het Midden-Oosten. Hij chanteerde hem en wilde van hem de code van Marlena’s appartement. Stefano huurde het appartement langs Marlena en liet een geheime deur maken langs de kleerkast. Hij begon ‘s nachts Marlena te bezoeken en droeg een masker om zijn identiteit te verbergen. Door Stefano’s bezoekjes werd Marlena’s ziel bezeten door de duivel. In 1995 probeerden John, vader Francis, Kristen en Caroline Brady om de duivel uit Marlena te verdrijven.
De bezeten Marlena werd door John op haar bed vastgebonden, maar ze kon Stefano misleiden om haar los te maken. Toen hij dit gedaan had gooide ze hem van haar terras. Stefano overleefde de val maar was nu verlamd en leed aan geheugenverlies.
Abe Carver en Pat Hamilton wilden Marlena arresteren voor haar moordpoging, maar toen ze oog in oog kwamen te staan met haar bovennatuurlijke krachten wisten ze dat ze niet zelf verantwoordelijk was voor haar daden.
Nadat de duivel verdreven was had Marlena een enorm schuldgevoel over wat ze gedaan had. Ze vond het zelfs erg voor Stefano en begon hem te verzorgen waarna Stefano verliefd werd op Marlena.

### Aremid (1995-1996)
In december 1995 werd Tony DiMera vermoord teruggevonden, John Black werd gearresteerd voor de moord. Tony had echter zelfmoord gepleegd nadat hij ontdekte dat hij een bloedziekte had en liet het lijken alsof John hem vermoord had. Stefano en Marlena gingen naar Aremid, waar Marlena Stefano verder behandelde. Stefano begon zich flitsen uit zijn verleden te herinneren, hij gaf steeds geschenken aan een mooie vrouw, die hem afwees. Op een stormnacht werd Stefano door de bliksem geraakt. Celeste vond hem en nam hem mee naar het huis van Kristen. Mike Horton dacht dat Stefano’s geheugen terug was door de blikseminslag, maar Stefano bleef volhouden dat hij zich niets kon herinneren. Niets was echter minder waar. Stefano herinnerde zich alles. Stefano probeerde Marlena voor zich te winnen, maar ze ging niet op zijn avances in. Volgens Stefano was dit omwille van John. Hierdoor wilde Stefano van John af en vond dat het moordproces de ideale manier was. Nadat Stefano Tony’s dagboek vond en de waarheid omtrent zijn dood ontdekte, besloot hij dit voor zich te houden.

### Parijs (1996)
Het proces van John begon in 1996. Kristen verklaarde dat ze geloofde dat John haar echtgenoot Tony vermoord had. Omdat Stefano de jury had omgekocht werd John ter dood veroordeeld. Op de avond van Johns executie dineerde Stefano met Marlena. Zij vond het dagboek van Tony en ontdekte dat John onschuldig was. Ze gaf dit aan de Witte Vrouw, die in feite de dood gewaande Rachel Blake, de moeder van Kristen en Peter was. Op de weg naar de rechtbank raakte ze het dagboek kwijt, maar Jack Deveraux vond dit en bracht het naar de rechtbank, John werd vrijgelaten. Marlena zei tegen Stefano dat ze hem haatte. Stefano wist dat de grond onder hem te heet werd en probeerde te vluchten, hij nam Marlena mee. Celeste volgde hem en eiste dat hij haar ook meenam, maar Stefano weigerde. Hierop maakte Celeste bekend dat hij de vader was van Lexie, in de hoop dat hij haar zo zou meenemen. Stefano ontsnapte met Marlena in de tunnels van Aremid. John kon Marlena redden. Stefano ontsnapte via een helikopter.
Stefano keerde terug naar Salem zoals hij gezworen had. Hij vroeg aan Kristen om hem te helpen bij de ontvoering van Marlena. Aanvankelijk weigerde ze, maar toen ze ontdekte dat John van Marlena hield ging ze akkoord. Marlena ging met het vliegtuig naar San Francisco, samen met Rachel. Nadat de politie ontdekte dat Stefano in Salem was, liep het plan om Marlena te ontvoeren op haar vlucht naar San Francisco mis. Stefano dwong Vivian Alamain en haar helper Ivan Marais om hem te helpen Salem te ontvluchten.
Marlena en Rachel maakten plannen voor een nieuwe reis. Stefano liet het zo lijken alsof hij gevangengenomen werd, maar in feite was het iemand met een latex masker die voor Stefano moest doorgaan. Dit raakte echter pas bekend nadat het vliegtuig naar San Francisco was opgestegen. Nadat het DiMera huis doorzocht werd vond John Rachel Blake vastgebonden. Stefano, die vermomd was als Rachel, zat op het vliegtuig met Marlena en ensceneerde een crash, waardoor iedereen dacht dat zowel Stefano als Marlena dood waren.
Stefano nam Marlena mee naar het ondergrondse Parijs waar hij regeerde als koning. Marlena kreeg een zware depressie en een dokter vertelde Stefano dat als ze niet snel opgevrolijkt werd dat ze zou sterven. Stefano had een speciale bril waardoor Marlena haar geliefden in Salem kon zien. Hij had echter nog een bril in Salem, waardoor John Marlena kon zien. Stefano ontdekte dit en probeerde John te vermoorden door een gebouw op te blazen. Het plan mislukte, maar Stefano vertelde Marlena dat John was omgekomen in de explosie. Stefano liet Marlena uit haar kooi om naar het carnaval in Parijs te kijken, waar ze gezien werden door Vivian en Ivan. Nadat hij vernam dat John in Parijs was stuurde Stefano een fax in naam van John naar Rachel en Kristen met de vraag naar Parijs te komen.
John ontdekte dat Stefano Marlena gevangen hield in de Parijse ondergrondse wereld. Om Stefano uit zijn tent te lokken organiseerde John een groot bal waar de kroon van koningin Marie-Antoinette tentoongesteld zou worden. John wist dat Stefano deze dan zou proberen te stelen voor zijn koningin Marlena. John dacht ook dat Stefano Marlena in een gouden jurk zou steken. Stefano anticipeerde hierop en zorgde ervoor dat er een aantal vrouwen waren op het bal die hetzelfde gekleed waren als Marlena. John, Kristen, Abe, Lexie en een Franse agente die bevriend was met John waren op het bal om Marlena te zoeken. Marlena kwam oog in oog met Kristen en de vrouwen begonnen te ruziën. Marlena vond John, maar Stefano kon hem verdoven en slaagde erin om de kroon te stelen.
Stefano hield een proces voor John en werd veroordeeld tot onthoofding. Gelukkig vonden Vivian en Ivan hen op tijd en konden John van de guillotine bevrijden. John en Marlena probeerden te vluchten door de ondergrondse tunnels. Kristen en haar moeder Rachel besloten om ook ondergronds te gaan om John te redden. Na een explosie werd hun de pas afgesneden, maar Abe en Lexie bevrijdden hen. Toen ze John vonden hield hij een pistool tegen Stefano. Marlena was gewond door de explosie en John vroeg aan Rachel of ze het pistool tegen Stefano kon houden zodat hij Marlena kon dragen. Stefano slaagde erin te ontsnappen en Rachel volgde hem. Ze kwamen in de buurt van een gastank en zonder bewust te zijn van de consequenties schoot Rachel op Stefano waarop de tank ontplofte. Stefano en Rachel werden beiden dood gewaand, al bleek later dat enkel Rachel hierbij het leven had gelaten.

### Plannen van Kristen en Peter (1996-1998)
Stefano keerde terug naar Salem en kwam erachter dat Peter en Jennifer en Kristen en John problemen hadden. Hij vertelde hun dat hij nog steeds in leven was en dat hij hen zou helpen. Op advies van Stefano ontvoerde Peter Jennifer. Tegen Kristen zei hij dat ze zo snel mogelijk met John moest trouwen. Ze was haar kind van John verloren, maar Stefano chanteerde haar dokter zodat het leek alsof ze wel nog zwanger was.
Stefano haalde Susan Banks naar Salem. Susan was zwanger en zag eruit als een debiel, maar met een blonde pruik en valse tanden leek ze als twee druppels water op Kristen. Susan ging ermee akkoord om zich als Kristen voor te doen en het kind af te staan in ruil voor een grote som geld. Marlena, die zich had teruggetrokken omwille van Kristens zwangerschap, begon vermoedens te krijgen en vertelde aan haar vriendin Laura Horton dat als ze niet beter wist ze zou zeggen dat Kristen niet zwanger was.
Daniel Scott kwam naar Salem om geld af te persen van Peter, maar helaas voor hem liep hij Stefano tegen het lijf. De twee maakten ruzie waarbij Daniel uit het raam viel en stierf. Stefano deed een latex masker over hem heen zodat het leek alsof Peter gestorven was. Op de begrafenis van Peter zag Laura dat Kristen haar buik tegoei aan het steken was toen ze dacht dat niemand keek. Laura rende naar de kerk om dit aan Marlena te vertellen, maar kwam oog in oog te staan met Stefano en Peter. Stefano nam Laura mee naar het huis van Peter. Hij wilde haar mee het land uitnemen samen met Peter, maar Peter en Kristen vroegen of er geen andere manier was om het probleem op te lossen. Daarop liet Stefano een van zijn wetenschappers het geheugen van de laatste dagen van Laura uitwissen. Hij liet haar achter op een bank in het park van Salem en vluchtte samen met Peter uit Salem weg.
Stefano huurde verpleegster Lynn Burke in om voor Laura te zorgen en haar pillen te geven waardoor ze zeker niet achter de waarheid zou komen. Intussen was Susan Banks geobsedeerd geraakt door John. Kristen zou Susan opsluiten in een van de geheime kamers van het DiMera-huis maar het was Marlena die in deze kamer belandde nadat ze de waarheid over Kristen ontdekt had. Susan had Kristen bij Marlena opgesloten. Susan had intussen een hele bruiloft opgezet met een Elvis-thema, haar grote idool. Marlena en Kristen moesten dit bekijken via een videoscherm. Wanhopig om de bruiloft te stoppen probeerde Kristen uit de kamer te komen en raakte daarbij een gasleiding waardoor zij en Marlena bewusteloos waren. Stefano was inmiddels ook weer in Salem en dwong Vivian Alamain en haar helper Ivan om hem te helpen. Stefano kwam naar de trouw vermomd als kelner. Laura dook ook op en beschuldigde Kristen/Susan ervan Marlena ontvoerd te hebben. Ze sloeg haar waardoor haar valse tanden eruit vlogen. Susan bekende alles aan John en hij slaagde erin om Kristen en Marlena te redden uit de geheime kamer. Kristen werd ontmaskerd en John verbrak de verloving. John en Marlena hadden een verlovingsfeest in de Penthouse Grill. Kristen verstoorde het feest en dreigde van het balkon te springen. Stefano was ook op het feest om Marlena te ontvoeren maar door Kristen mislukte dat en hij was erg kwaad op haar.

### Roman’s genezing (1997)
John en Marlena wilden trouwen in juli 1997 maar hier staken Kristen en Stefano een stokje voor. Terwijl Marlena zich aan het klaarmaken was daagde Kristen op met een verrassing. Ze kwam binnen met een rolstoel waarin Marlena’s dood gewaande ex-man Roman Brady zat. Via Shane Donovan kwamen John en Marlena aan de weet dat hij aan een dodelijk virus leed en het bericht verspreid had dat hij overleden was omdat hij niet wilde dat zijn familie hem zag lijden. Kristen overtuigde John en Marlena dat het meest comfortabele voor Roman was om bij haar te komen wonen. Roman, die niet in het ziekenhuis wilde blijven, ging in op haar aanbod. Ze zorgde al meteen voor problemen door te zeggen dat zij met John getrouwd was en dat Marlena geen andere man meer gehad had sinds Roman Salem verlaten had.
Stefano liet zich vrijwillig gevangennemen en vertelde John dat hij een geneesmiddel had voor Roman. Met de hulp van Lexie en Abe kon Stefano ontsnappen. John ging met Stefano naar de luchthaven waar Kristen ook was, ze overtuigde John en Stefano om mee te gaan. Marlena wilde ook mee, maar John zei dat ze in Salem moest blijven omdat het een val kon zijn. Hope wilde Kristen in de gaten houden en verstopte zich op het vliegtuig. Toen John Hope ontdekte was Stefano furieus en hij wilde haar terugbrengen naar Salem, maar dat ging niet omdat ze dan zeker gevangengenomen zouden worden. John, Hope, Stefano en Kristen reisden naar een groot huis in de jungle waar ze voorgesteld werden aan dokter Rolf, die aan het tegengif voor Roman aan het werken was. Rolf herkende Hope, maar Stefano waarschuwde hem om niets tegen Hope te zeggen. Hope brak in een berging in, maar Stefano ontdekte dit op tijd en deed de kamer op slot.. De kamer bevatte informatie over de vier ontbrekende jaren in het leven van Hope. Toen dokter Rolf eindelijk het tegengif klaar had viel het flesje kapot.
Dokter Rolf zei dat de enige manier om nog een ander tegengif te maken was dat iemand zich in de jungle waagde om daar een speciale orchidee te zoeken. John en Hope gingen vrijwillig de jungle in. Ze vonden de orchidee en John stak die in zijn rugzak, maar dan werden ze aangevallen door indianen en John viel van een klif en werd dood gewaand. Hope vond de rugzak terug, maar de orchidee was verdwenen, er waren enkel nog wat zaadjes over. Rolf slaagde erin om hier een tegengif mee te maken. Toen ze naar Salem wilden terugkeren dook John weer op, vergiftigd door een indianenpijl. Rolf genas John en ze gingen allen naar Salem. Op de terugweg stortte het vliegtuig neer boven de Bermudadriehoek. Ze overleefden de ramp en keerden terug naar Salem met het tegengif. Ze kwamen net op tijd in het ziekenhuis waar Marlena op het punt stond met Roman te trouwen omdat hij stervende was en dat zijn laatste wens was. Roman kreeg het tegengif toegediend en Stefano kreeg gratie voor al zijn misdaden. Het tegengif werkte echter niet volledig. Stefano wist dat dit kon gebeuren en zei dat de enige manier om Roman te redden was dat hij bloed moest geven en dat met mengen met een ander middeltje. Hij wist dit omdat hij ook ooit aan de ziekte geleden had. Stefano had echter een voorwaarde, hij wilde dit enkel doen als Marlena hem zou vergeven en met hem bevriend zou worden. Hij wilde een gerespecteerd burger van Salem worden. Marlena ging met enig aarzelen akkoord. Roman kreeg een tweede tegengif toegediend en genas deze keer.

### Peter's waanzin (1997-1998)
Jack Devereaux zat intussen opgesloten in de gevangenis voor de zogezegd moord op Peter. Samen met zijn celmaat Travis kon hij ontsnapen. Jennifer Horton vertelde aan Stefano dat hij de familie Horton nodig had om hem te steunen als hij een gerespecteerd burger wilde zijn. Jennifer waarschuwde hem dat als er iets met Jack zou gebeuren, ze hem niet zouden steunen. Stefano belde naar Travis en diens helper T.C. om Jack niet te doen, dit was net op tijd want ze stonden op het punt om Jack om te brengen. Jack besefte nu dat iemand hem levend wilde en dat Travis en T.C. waarschijnlijk voor Peter of Stefano werkten.
Uiteindelijk gaf Stefano toe dat Peter nog steeds in leven was, maar beweerde dat hij niet wist waar hij was. Peter was in de tussentijd op een eiland geweest en werd door een muskiet gebeten waardoor hij waanzinnig werd en onmetelijk sterk en gewelddadig. Hij kon door dokter Rolf genezen worden maar begon met hem te vechten omdat hij niet meteen naar Salem mocht gaan voor Jennifer. In Salem werd Peter uiteindelijk gevat en belandde hij voorgoed achter de tralies.

### De plannen van Kristen en Susan (1997-1998)
Kristen geloofde dat als ze Susans zoon Elvis, die zij John Junior noemde, terug kon krijgen John opnieuw van haar zou houden. Kristen vertelde aan Susan dat de enige mogelijkheid om de baby tegen Stefano te beschermen was als zij hem opvoedde. Celeste en Marlena ontdekken dat Stefano de vader is van het kind van Susan, maar dit ontkende hij. Kristen lokte Susan naar haar thuis en drogeerde haar en liet haar papieren tekenen waarin ze al haar rechten op Elvis afstond aan haar. Ze vermomde zich als Susan en ontvoerde Elvis. Toen Susan de confrontatie met Kristen aanging, zwaaide zij met de papieren die bewezen dat het kind nu van haar was. Susan wilde in de ijskoude rivier springen om zelfmoord te plegen, maar John kon haar net op tijd tegenhouden. Susan vroeg aan haar broer Thomas om haar te helpen Elvis terug te krijgen, maar haar zuster Mary Moira kon hem stoppen. Toen Stefano ontdekte wat Kristen gedaan had hielp hij John om Elvis terug aan Susan te geven. Kristen daagde Susan voor het gerecht, maar Susan, John en Marlena waren haar te slim af. John leidde Kristen af en Susan deed zich voor als Kristen op het gerecht en zei dat ze fout was geweest en dat ze de papieren wilde vernietigen. Toen Kristen hiervan hoorde was ze woedend. John vond dat het beter was dat Susan en Elvis Salem zouden verlaten. Stefano probeerde dit te verhinderen, maar kwam te laat op de luchthaven.
Celeste ging naar het huis van Jonesy omdat ze er zeker van was dat Peter Blake zich daar schuil hield. Toen Kristen de deur open deed was ze erg verbaasd, ze ging naar binnen en begon te ruziën met Kristen. Achter haar rug hield Kristen een spuit vast waarin het tegengif zat voor de junglegekte, waaraan Peter leed. Na een gevecht vielen de dames op de grond en werd Celeste per ongeluk ingespoten met de spuit, maar als een gezond persoon de spuit kreeg zou die de ziekte junglegekte krijgen. Stefano was woedend op Kristen en zei haar dat als hij Elvis terugkreeg, ze haar zeker niet in zijn buurt zou dulden.
Terwijl Stefano Peter aan het helpen was, maakte Kristen allerlei plannen. Kristen ontvoerde Susan’s zus zuster Mary Moira en belde naar Susan. Ze zei dat ze naar Salem moest komen en dat ze een witte jurk moest dragen of dat haar zus anders zou sterven. Kristen plande om Susan te verkopen als slavin en dat ze zou vast komen te zitten op een eiland. Susan kwam naar het huis van Kristen en deze bood haar een frisdrank in een blikje aan. Susan aanvaardde omdat ze dacht dat Kristen zeker geen blikje kon vergiftigen, maar daar sloeg ze de bal mis. Kristen vroeg waar Elvis was en Susan zei dat die nog steeds in Engeland was. Ze kregen ruzie en Kristen dreigde Susan te vermoorden met een briefopener. Susan viel flauw vanwege het vergiftigde blikje frisdrank.
In de volgende scène ging Susan naar de luchthaven waar Abe en Roman haar tegen hielden. Susan had hen eerder op de avond gebeld om te zeggen dat Kristen Mary Moira had ontvoerd. Dan kregen ze een telefoon van John en Marlena die zeiden dat ze Kristen dood teruggevonden hadden in haar zwembad en dat Susan nu zeker niet kon terugkeren naar Engeland, hoewel er gedacht werd dat ze zelfmoord had gepleegd. Dan zei ze in haar eigen: het was niet de bedoeling dat Susan zou sterven, waardoor bleek dat Kristen zich had vermomd als Susan om zo het land uit te vluchten. “Susan” werd meegenomen naar het politiekantoor waar Edmund opdook. Edmund stelde zich voor als de verloofde van Susan en vroeg haar ten huwelijk. Kristen had geen andere keuze dan het aanzoek te aanvaarden.
Er werd een begrafenis gehouden voor Kristen waar Kristen zelf op aanwezig was. Iedereen kwam om te rouwen voor de goede Kristen die ze ooit gekend hadden, behalve Laura Horton die in een knalrode outfit kwam. Tijdens de plechtigheid stond Stefano op en verweet hij iedereen in de kamer voor de zelfmoord van Kristen. Stefano kreeg een hartaanval maar werd gered door Lexie. In het ziekenhuis hoorde Stefano dat het onderzoek naar de dood van Kristen opnieuw geopend was en dat Laura Horton de hoofdverdachte was. Marlena confronteerde Laura met bewijsmateriaal, maar zij ontkende en was verbolgen over het feit dat haar beste vriendin haar beschuldigde.
Nadat Stefano uit het ziekenhuis kwam ging hij naar het graf van Kristen en zei dat hij het erg vond dat hij zo kwaad was op haar en dat als hij een tweede kans kreeg hij haar Elvis zou laten opvoeden. Kristen, die ook op het kerkhof was maakte zich bekend aan Stefano en smeekte hem om haar te helpen uit Salem te vluchten. Stefano zei dat “Susan” schuldig zou lijken als ze nu wegging. Toen Kristen vernam dat Susan niet langer verdacht was wilde ze Salem verlaten, maar dan verraste Edmund haar door zijn moeder Violet en Elvis naar Salem te halen. Kristen probeerde met Elvis weg te gaan maar John kon haar tegenhouden en nam haar mee naar de Penthouse Grill waar Edmund een verrassingshuwelijk had georganiseerd. Kristen trouwde met Edmund om haar dekmantel niet te verliezen. Na de trouw wilde Kristen onmiddellijk weg uit Salem, maar door een oorinfectie mocht Elvis niet vliegen. Kristen ging naar de luchthaven en zag daar Stefano. Ook Edmund kwam aan en hij beschuldigde Stefano ervan dat hij Susan wilde misleiden. Stefano ging weg en Edmund en Kristen vlogen weg. Edmund bleef Kristen bestoken met herinneringen van hoe ze elkaar leerden kennen en dit werkte haar op de zenuwen omdat ze de hele tijd moest spelen dat ze Susan was. Stefano ging naar het zwembad van Kristen om er zeker van te zijn dat niemand zou door hebben dat Susan vermoord was en niet Kristen. Hij vond een foto van Susan en Edmund met op de achterkant een berichtje van Susan aan Edmund. Stefano realiseerde nu dat Edmund degene was die Susan vermoord had en dat als hij zou ontdekken dat hij zijn geliefde vermoord had en niet Kristen dat het leven van Kristen in gevaar was. Stefano belde naar Kristen, die hem zei dat ze zou ontsnappen zodra het vliegtuig landde.
Intussen kwam Susan ook weer in beeld, ze zat opgesloten op een Caribisch eiland als een blanke slavin en kon ontsnappen. Ze huurde een piloot in en vloog naar Bermuda om Edmund en Kristen te verrassen. Edmund en Kristen waren erg verbaasd om Susan te zien en vroegen zich af wie er dan vermoord was. Susan zei dat dit Penelope Kent moest zijn. Het kwam uit dat Susan niet van een drieling, maar van een vierling was en dat Penelope bij de geboorte werd afgestaan. Haar adoptievader liet haar lelijke tanden behandelen zodat ze het uiterlijk van Kristen had in plaats van dat van Susan. Penelope was mee naar Salem gekomen om Susan te helpen. Edmund biechtte op dat hij Penelope had vermoord, denkende dat ze Kristen was. Susan zei dat ze begreep dat het een accident was en dat Penelope ziek was en hoe dan ook gestorven zou zijn. Om wraak te nemen op Kristen zorgde Susan ervoor dat zij nu in de gevangenis belandde waar zij al die tijd gezeten had. Susan, Elvis en Edmund verhuisden terug naar Engeland en Susan belde Stefano nog enkele keren als Kristen om geen argwaan te wekken.

### Hope’s verleden/Prinses Gina (1998-2000)
Toen Stefano in het ziekenhuis lag na zijn hartaanval op de begrafenis van Kristen besloot Hope om hier misbruik van te maken en op zoek te gaan naar de vier ontbrekende jaren van haar leven. Bo overtuigde Hope om haar te helpen en ze braken in in het huis van Jonesy, de overleden echtgenoot van Vivian Alamain. Daar zagen ze een foto van een schilderij dat Hope herkende. Hope confronteerde Stefano over haar verleden, maar hij zei opnieuwdat hij haar gevonden had in New Orleans en dat hij voor haar zorgde terwijl ze pijnlijke operaties onderging.
Hope geloofde hem echter niet en ze ging naar Celeste, maar die zei haar dat ze haar niet kon helpen omdat ze pas enkele weken voor John haar gered had bij Hope was gekomen. Nadat Hope weggegaan was stuurde Celeste haar een pakje met bezittingen van Hope uit Maison Blanche. Na een bezoek van Stefano aan Celeste vertelde ze aan Hope dat ze gelogen had en wel vier jaar bij haar was geweest maar dat ze niet wilde dat Hope zich de pijnlijke operaties herinnerde. Ze probeerde ook het pakje dat ze Hope gestuurd had terug te krijgen, maar Hope opende het in het bijzijn van Celeste. In het pakje zaten lippenstift, een zilveren kam en een zilveren poederdoos met een G erin gegraveerd. Hope vroeg Celeste wat ze met deze dingen moest als haar gezicht vol littekens stond. Celeste gaf nu toe dat ze gelogen had in opdracht van Stefano en dat het beter was dat Hope haar zoektocht naar haar verleden zou opgeven als ze de toorn van Stefano niet op zich wilde halen.
Stefano ging naar het huis van Jonesy, dat in feit van hem was, om geld te halen uit een geheime bergplaats, maar dan constateerde hij dat het geld weg was. Stefano was bang dat Jonesy het geld verbrast had, maar was wel blij dat zijn kunstschatten en een mysterieuze diepvries in de kelder onaangeroerd waren. Nadat Stefano enkele van zijn schilderijen in een rommelwinkel zag liggen stuurde hij zijn handlanger Bart op onderzoek uit, die ontdekte dat Jonesy dood was.
Stefano had Kristen’s 49% aandelen in Titan Industries geërfd. Kate Roberts wilde deze overkopen, maar Stefano weigerde dat. Kate en Stefano deelden een verleden. Kate werkte vroeger als callgirl voor Stefano en hij had van haar de sterke zakenvrouw die ze nu was gemaakt.
Vivian besloot een etentje te organiseren in haar nieuwe villa die ze van Jonesy geërfd had en nodigde ook Stefano uit. Vivian aasde op de 49% aandelen van Titan die Stefano had. Om haar nieuwe levensstijl te financieren begon Vivian enkele van Jonesy’s kunstschatten te verkopen. Toen Stefano samen met Kate naar het etentje kwam was hij gechoqueerd om te ontdekken dat Vivian in zijn huis woonde en zijn kunstschatten verkocht. Kate wist dat een van haar oude klanten toen ze nog een hoer was vroeger de eigenaar was van de villa en belde hem na het etentje. Hij zei dat hij de villa verloren had aan Stefano. Toen Kate Stefano hiermee confronteerde, gaf hij toe dat alles van hem was en dat Kate dat geheim moest houden.
Stefano besloot om de inhoud van de diepvries weg te halen voor Vivian deze zou ontdekken. Vivian werd intussen nieuwsgierig naar wat er zich in de kelder gevond. Toen ze in de kelder ging kijken sloeg Stefano haar bewusteloos. Nadat ze weer bij bewustzijn gekomen was, zei Stefano dat hij haar in bewusteloze toestand gevonden had. Bart daagde op in een radioactief pak en vertelde aan Vivian dat er een chemische ontploffing was geweest en dat iedereen het huis moest verlaten. Vivian ging weg en Stefano en Bart haalden de diepvries leeg.
Vivian wilde met een concurrerend bedrijf voor Titan beginnen en besloot om twee topauteurs van Titan, een duo van sekstherapeuten bij Titan weg te halen. Kate was woedend hierdoor en vroeg Stefano om hulp en hij verzekerde haar dat ze niet langer een probleem zou vormen.
Stefano wilde Vivian incompetent laten verklaren zodat hij volmacht zou krijgen over Vivian en zijn kunstschatten zou terugkrijgen. Dokter Rolf maakte een drankje waardoor Vivian het bewustzijn zou verliezen. Stefano nodigde Vivian uit voor een etentje en drogeerde haar dan. Dokter Rolf plantte een chip in Vivian’s tand waardoor ze stemmingswisselingen zou krijgen als Stefano een apparaatje bediende. Het apparaatje mocht wel niet overdreven veel gebruikt worden en ze mocht niet van een goede bui naar een slechte bui gezet worden zonder eerst normaal te worden, anders zou dit schadelijk zijn voor haar gezondheid. Stefano zorgde ervoor dat Vivian zich keer op keer belachelijk maakte voor heel Salem en Ivan en Celeste vermoedden al dat Stefano hierachter zat. Nadat John de volmacht kreeg over Vivian besloot Stefano om met Vivian te trouwen.
In 1999 veranderde Stefano Hope opnieuw in Gina via een microchip in haar nek. De echte prinses Gina was vroeger verliefd op John Black, maar John had hier geen herinneringen aan en was nu gelukkig met Marlena. Hope, die wel de herinneringen van Gina had, liet Bo nu links liggen en ging achter John aan.
John en Marlena trouwden en gingen op huwelijksreis naar Hawaï. Stefano had een vlucht naar Europa geboekt en was niet in Salem tijdens de bruiloft. Bij zijn terugkeer confronteerde Bo hem met het vermoeden dat hij dacht dat Hope opnieuw Gina was, maar Stefano lachte dit weg. Terwijl John en Marlena op het strand van Hawaï liepen zag John een vrouw die aan het verdrinken was. Hij sprong in het water om haar te redden, maar werd dan verdoofd en aan boord van een onderzeeër gebracht. Nadat hij wakker werd zag hij Gina en dacht hij dat hij in het jaar 1985 was, Gina had hem immers terug getransformeerd met de hulp van dokter Rolf. Dan zei John dat hij zich herinnerde dat Stefano hem zei dat hij in Roman Brady zou getransformeerd worden. Nadat John Gina bedankte dat hij hem van Stefano gered had bedreven ze de liefde. Bo’s confrontatie met Stefano werd onderbroken door een telefoon van Marlena, die hem vertelde dat John verdwenen was. Toen Stefano vernam dat Bo naar Hawaï ging, volgde hij hem. In het hotel liep Marlena hem tegen het lijf, maar hij verzekerde haar dat hij niet wist waar John en Hope waren en dat hij vastberaden was hen te vinden. Nadat Johns bebloede broek aanspoelde dacht Marlena dat hij door haaien was aangevallen. Stefano had intussen de duikboot gelokaliseerd en ging aan boord. John viel Stefano aan met een mes maar werd door zijn handlangers gestopt en in de zee gegooid.
John bereikte het strand waar Marlena hem vond. Ze nam hem mee naar het ziekenhuis voor een controle en hij was gezond. Bo vroeg haar of dat de vrouw die hij probeerde te redden Hope was, maar John begreep niet dat hij zoiets vroeg. Dan legde Bo uit dat hij dacht dat Stefano Hope in Gina veranderd had en omdat Gina verliefd was op John nam hij aan dat ze samen waren. John, die opnieuw normaal was, zei dat hij zich niets kon herinneren. In de onderzeeër dreigde Stefano ermee om Gina terug in Hope te veranderen. Om hem te stoppen verleidde Gina Stefano en ze bedreven de liefde. Nadat Stefano een telefoontje kreeg dat John nog leefde was Gina erg opgetogen. Stefano vond dat Gina wel erg veel leek op de echte prinses Gina. Toen Gina vroeg hoe prinses Gina gestorven was gaf Stefano geen antwoord. Dan kwam een beeld van een kasteel in Frankrijk en een oude grijze verrimpelde vrouw, die op een oudere Hope leek, de echte prinses Gina.. John stelde aan Marlena voor om te veinzen dat hij zijn geheugen van vroeger terug had om Gina’s vertrouwen te winnen en zo bezwarende info over Stefano te verzamelen, maar Marlena vond dit te gevaarlijk. In Parijs ging Gina naar haar oude huis en vond daar een brief van John, op hetzelfde moment las prinses Gina de brief van John, waarin hij haar beloofde om haar te komen halen.
Nadat Vivian ontdekte dat Stefano haar belazerd had vroeg ze de scheiding aan. Stefano ging nu ook naar Parijs en zei tegen Gina dat hij haar leven zou sparen als ze de laatste Renet voor hem zou stelen. Na een bezoek van Hope’s vader Doug Williams en haar zuster Julie kreeg Hope de bovenhand op Gina en werd langzaam weer normaal. Bo overtuigde haar om voor Stefano de laatste Renet te stelen zodat ze hem achter de tralies konden krijgen. Doug en Julie waren echter minder te vinden voor het riskante plan van Gina op het feest van de Harriman’s, waar de Renet zich bevond. Bo werd door Bart gevangengenomen en naar een pakhuis gebracht om levend verbrand te worden. Gelukkig kon hij zich net op tijd bevrijden. Intussen brak Gina in de galerij van de Harriman’s in en verwisselde de Renet met een vervalsing. De verwisseling werd echter al snel ontdekt en Bo werd beschuldigd en gearresteerd. Later kwam gravin Ilse (de echte prinses Gina in vermomming) naar Gina om haar te waarschuwen voor Stefano. Ze vroeg haar om het schilderij niet aan Stefano te geven. Nadat Gina haar vertelde dat John getrouwd was en kinderen had en dat ze een affaire met hem gehad had was “Ilse” gechoqueerd.
Dan stal prinses Gina een disk waarop alle herinneringen van Hope stonden. Dit had allemaal te maken met haar plan om van Gina en Stefano af te raken en John weer voor haar te winnen. Intussen was Hope erin geslaagd om het te halen van haar alter-ego Gina en werd terug normaal, ze verzoende zich met Bo. Hope zei aan Ilse dat ze niet langer Gina was en stelde voor om Stefano erin te luizen. Ilse was furieus omdat Hope haar plannen nu dwarsboomde en nam haar sluier af en maakte zich bekend als prinses Gina! Ze vroeg haar om te zeggen waar de verdwenen Rent was maar Hope zei niets waarop prinses Gina haar bewusteloos sloeg. Stefano ontdekte dat gravin Ilse betrokken was bij het stelen van het schilderij en spoorde haar op. Hij was verbaasd om te ontdekken dat Ilse prinses Gina was. Ze gaf hem een ultimatum: hij kon Hope krijgen, of de Renet. Stefano liep naar de muur en onthulde achter een schilderij de Renet. Dan stak prinses Gina het schilderij en Stefano in brand. Later ontmoetten ze elkaar nog op een brug en Stefano gooide haar van de brug af en dacht dat ze dood was.
Hope dook terug op in Salem en belde Bo en Shawn vanop de Fancy Face II. Bo was heel blij en de twee hadden een innige reünie. Shawn vond echter dat zijn moeder hem weinig aandacht gaf en ging weer weg, gevolgd door Bo. Dan belde Hope naar Kurt en werd duidelijk dat ze prinses Gina was en niet Hope, nadat ze de val in de Seine in Parijs overleefde onderging ze plastische chirurgie om er weer jong uit te zien. Prinses Gina vroeg aan Kurt om Hope op te sluiten. Hope probeerde uit de klauwen van Kurt te blijven en dook in een turbulente rivier. Op dit moment transformeerden Stefano en Rolf Gina opnieuw in Hope en ze verloor het bewustzijn. Kurt haalde haar uit de rivier en toen ze ontwaakte wist ze niet meer wie ze was. Ze klopten aan bij enkele mensen op het platteland en logeerden daar. Later nam Kurt haar mee en sloot Hope op in de toren waar prinses Gina jaren gevangen had gezeten.
Inmiddels ging prinses Gina met een klein pistool op zoek naar Stefano en hield hem onder schot. Ze vertelde hem dat de ze de echte Renet nog had en dat de opgebrande een vervalsing was. Stefano mocht de Renet hebben als hij voorgoed Salem verliet. Stefano ging de Renet halen in het kasteel van prinses Gina, maar werd daar door Kurt overvallen en hij sloot hem op samen met Hope. Toen hij bijkwam wilde hij Hope wurgen, maar ze overtuigde hem dat ze niet Gina was. Ze bleven weken opgesloten en tijdens de kerstperiode maakten zee en kleine kerstboom en baden ze om veilig thuis te komen. Stefano kon een zender maken van een oude fonograaf en zond een S.O.S. bericht. Hope bleef in Bo geloven, dat hij haar zou komen redden.
Prinses Gina had er zich intussen bij neergelegd dat John van Marlena hield en probeerde nu een gezin te vormen met Bo en Shawn, maar Shawn voelde dat zijn moeder niet helemaal normaal was. Gina en Bo trouwden en hielden hun feest in de Penthous Grill. Op het balkon hield Gina Shawn onder schot en zei dat hij van het balkon moest springen. Na een gevecht met Bo werd Gina door haar eigen pistool geraakt en overleed later in het ziekenhuis. Na de dood van “Hope” ging Bo samen met de hulp van Victor en Abe op zoek naar Stefano. Ze ontdekten dat hij in Europa was en gingen daarnaartoe. Intussen probeerde Lili Faversham Doug en Julie ervan te overtuigen dat Hope eigenlijk prinses Gina was omdat zij geen appendix meer had en de echte Hope was. Ze belden naar het crematorium om het lijk te onderzoeken, daar ontdekte Lili een litteken waardoor Doug en Julie hoop kregen dat het echt prinses Gina was die dood was. Na DNA-resultaten kregen ze zekerheid. In de toren besefte Hope dat Shawn in gevaar was. Hope was inmiddels ziek en smeekte Kurt om een dokter. Uiteindelijk werden Stefano en Hope uit de klauwen van Kurt gered en konden ze veilig terugkeren naar Salem.

### De babywissel (2000-2002)
Bo wist dat hij niet de vader van Hope’s kind kon zijn omdat ze de liefde niet meer bedreven hadden sinds Hope terug in Gina getransformeerd was. Zowel John als Stefano vroegen zich nu af of zij de vader waren van het kind. John ging naar Stefano om te vragen of hij ervoor kon zorgen dat Hope zich nooit meer iets zou kunnen herinneren van haar tijd als prinses Gina. Stefano zei hem dat John de vaardigheid had om de microchip zelf uit Hope’s neck te verwijderen.
Marlo, een nicht van Rolf, kwam naar haar oom in Salem omdat ze zwanger was. Ze was even ver als Hope en Stefano besloot om haar te gebruiken om haar baby te verwisselen met die van Hope bij de geboorte zodat ze niet konden ontdekken wie de vader was van Hope’s kind. Abe en Lexie probeerden al maanden om zwanger te worden, maar dat lukte niet en daardoor wilden ze adopteren. Stefano zei hun dat ze Marlo’s kind moesten adopteren en ondanks dat ze niet helemaal voor Marlo te vinden waren, gingen ze hier toch mee akkoord. Marlo was aan de drank en Stefano en Rolf moesten haar geregeld van de fles afhouden. Toen Hope moest bevallen injecteerde Rolf Marlo met een spuit waardoor ze ook moest bevallen zodat beiden op hetzelfde moment bevielen. Hope kreeg een zoon, JT, terwijl Marlo geboorte gaf aan Isaac. Beide baby’s werden naar de materniteit gebracht waar Rolf, verkleed als vrouwelijke dokter, de armbandjes die voor de kinderen bestemd waren verwisselde met speciale armbandjes. Door de lichaamswarmte van de baby’s veranderden de namen van de baby’s waardoor de verpleegsters dachten dat ze de baby’s in het verkeerde bedje gelegd hadden. Bo hoorde de verpleegsters praten over hun foutje, maar dacht hier verder niet bij na. Toen JT terug aan zijn ouders gegeven werd merkten ze op dat hij er wat anders uitzag, maar een verpleegster zei dat dit vrij normaal was bij een pasgeboren kind.
Bo, Hope en Shawn waren er kapot van om te horen dat JT aan een alcoholsyndroom leed en Hope gaf zichzelf de schuld omdat ze veel gedronken had in haar tijd als prinses Gina. Stefano probeerde een DNA-staal te pakken te krijgen van Isaac terwijl John hetzelfde probeerde bij JT. Isaac was een kerngezonde baby en dat vond Bo wel raar omdat Marlo vaak dronken was. Lexie ging vaak op bezoek bij Hope met Isaac en Hope vond dat Isaac sommige dingen net hetzelfde deed als Shawn toen hij klein was.
Marlo bleef voor problemen zorgen en tijdens een ruzie met Rolf, verloor hij zijn zelfbeheersing en duwde haar van de trap. Haar lijk werd in het meer gedumpt. Lexie was bij het lijk van Marlo uitgekomen maar Stefano overtuigde haar om te zwijgen. Lexie ging akkoord uit angst om Isaac te verliezen, maar voelde zich wel schuldig omdat ze tegen anderen moest liegen.
Stefano en John werkten samen om achter de identiteit van Hope’s baby te komen. Stefano moest de resultaten vervalsen omdat hij de enige was die op de hoogte was van de babywissel. De uitkomst wees John aan als vader en John biechtte dit op aan Marlena en Hope. Ze besloten om dit verborgen te houden voor Bo.
In een ordinair restaurantje ontmoette Stefano een vrouw die fel op Marlena leek. Hij wilde haar veranderen in Marlena zodat zij haar plaats kon innemen zodat Stefano Marlena voor zichzelf had en zo kon hij John opnieuw veranderen in zijn huurmoordenaar. Dokter Rolf deed zich voor als dokter Steiner en overtuigde Hattie om plastische chirurgie te ondergaan om op Marlena te lijken. Na enkele operaties begon ze meer en meer op Marlena te lijken. Intussen werd ze verliefd op Marlena’s ex Roman Brady. Toen Marlena Hattie tegenkwam op Salem Place moest ze terugdenken aan haar eigen tweelingzus Samantha die twintig jaar eerder door een seriemoordenaar werd vermoord.
Op oudejaarsavond 2000-01 trouwden Bo en Hope. Tijdens de receptie gingen enkele gasten schaatsen op het bevroren meer. Belle, Shawn, Phillip en Chloe vonden zo het lijk van Marlo. Toen Lexie dit ontdekte was ze bang dat het zou uitkomen dat dit Marlo was. Rolf en Bart konden het lijk stelen en lieten het oplossen in een vat zoutzuur. Hattie had het lijk gezien in het DiMera-huis maar Rolf kon haar wijsmaken dat dit een Halloweenpop was.
De politie van Salem had wel een schets van de dode vrouw kunnen maken en verspreidde deze. Glen Reiber herkende daar zijn ex-vriendin Marlo in en kwam naar Salem. Lexie kwam Glen en zijn vrouw Barb tegen en ontdekte dat Glen de echte vader van Isaac was en probeerde hem en Barb ervan te overtuigen dat ze een kind van hun eigen moesten krijgen. Barb vond dit een goed idee omdat ze geen zin had om Marlo’s kind op te voeden. Abe was verbaasd over de manipulatie van Lexie en begon te vermoeden dat de DiMera-kant van zijn vrouw na al die jaren zou opduiken.
Toen Glen ontdekte dat Abe en Lexie de baby van Marlo geadopteerd hadden eiste hij een DNA-test. Lexie vroeg aan Brandon Walker, die ook in het ziekenhuis werkte om haar te helpen. JT was voor een onderzoek in het ziekenhuis en Brandon verwisselde de bloedstalen van JT en Isaac. Lexie ergste nachtmerrie werd werkelijkheid toen bleek dat Glen de vader was van JT. Lexie ging hiermee naar Stefano en wist nu dat de baby’s verwisseld werden bij de geboorte. Ze besloot om dit geheim te houden om Isaac niet te verliezen.
Stefano liet het laboratorium waar de test gedaan was ontploffen en liet nog enkele bommen in Salem ontploffen om de aandacht van het lab af te leiden, waaronder een brug waarover Jennifer en JT net aan het rijden waren. Jack kon Jennifer redden, maar JT viel met zijn maxicosi in de rivier. JT zat in de maxicosi van Isaac en Glen en Barb vonden hem en dachten dat het om Isaac ging en besloten hem te ontvoeren. In restaurant Tuscany hoorde Lexie een discussie tussen Hope en Marlena en ontdekte dat JT niet de zoon van Bo was. Door de ontploffing werd Lexie gewond, John bracht haar naar het ziekenhuis. Daar kreeg ze een nachtmerrie over de babywissel en Nancy Wesley hoorde haar in haar slaap praten. Lexie kon er een draai aan geven, maar Stefano bedreigde Nancy om er zeker van te zijn dat ze haar mond hield. Glen name en DNA-staal van “Isaac”. Nadat Glen en Barb op het nieuws zagen dat JT verdwenen was beseften ze dat ze de verkeerde baby hadden en brachten JT weer veilig thuis. Barb zag de resultaten van de vaderschapstest als eerste en was gechoqueerd om te zien dat Glen de vader van JT was. Hij kwam tot de conclusie dat de baby’s verwisseld waren. Omdat ze zelf een kind van Glen wilde, besloot Barb om dit niet te vertellen aan Glen.
Dokter Rolf en Stefano waren nog steeds met Hattie bezig en zij kon het beeld van het lijk van Marlo niet loslaten en vertelde alles aan Roman. Stefano wist dat hij problemen zou krijgen en wilde Salem verlaten, hij vroeg of Lexie met hem meeging, maar zij wilde Abe niet achterlaten. De politie omsingelde het DiMera-huis, maar via een geheime gang kon Stefano ontsnappen en hij vluchtte weg uit Salem.
Lexie eiste dat Abe samen met haar naar het DiMera huis verhuisde, alhoewel Abe tegen dit idee was. Lexie begon meer en meer op een DiMera te lijken en hun huwelijk kwam zwaar in de problemen. Glen en Barb kregen het hoederecht over JT en Bo en Hope kregen Isaac. Een jaar later kwam Tony DiMera terug naar Salem en beweerde dat zijn vader was omgekomen in een autocrash nabij Monte Carlo.

## Stefano’s overlijdens
- Een beroerte in 1983.
- In 1984 belandde hij met zijn wagen in het ijskoude water van Salem nadat hij door de politie opgejaagd werd.
- Marlena schoot hem neer en hij viel van een gebouw af dat in brand stond in 1985 (op dat moment had hij ook een hersentumor)
- In 1991 werd hij opnieuw dood gewaand na een brand en instorting van een grot
- In 1994 ontplofte zijn auto nadat hij door John Black beschoten werd.
- Ook nog in 1994 verdronk hij nabij Maison Blanche.
- In 1996 kwam hij om in een vliegtuigcrash.
- Opnieuw in 1996 werd hij opgeblazen onder een instortende tunnel na een confrontatie met Rachel Blake.
- In 2002 beweerde Tony DiMera dat Stefano overleden was na een autocrash nabij Monte Carlo
- In 2004 ontdekte Marlena een zwart onherkenbaar lichaam. Tony beweerde dat dit Stefano was en dat hij hem vermoord had, om met zijn bloed zijn eigen bloedziekte te genezen.